# Орловский сельский совет (Высокопольский район)
Орловский сельский совет (укр. Орлівська сільська рада) — входит в состав
Высокопольского района
Херсонской области
Украины.
Административный центр сельского совета находится в 
с. Орлово
.

## Населённые пункты совета
- с. Орлово
- с. Наталино
- с. Новая Шестерня
- с. Новобратское
- с. Ровнополье

## Ликвидированные населённые пункты совета
- с. Софиевка